# أخي أوران
الشيخ ناصر الدين أبو الحقائق محمد بن أحمد أخي أوران بن عباس ولي الخوئي (1169-1261)، المعروف أخي أوران أو البير أخي إفرين-آ الولي؛ كان شيخًا (بير) صوفيًا تركيًا علويًا، وواعظًا، وفيلسوفًا، وشاعرًا، ألف 20 كتابًا. يُذكر في الغالب على أنه مؤسس وزعيم أخوية الآخية.

## سيرته
وصفه صاحب الشقائق بأنَّه الشيخ العارف بالله صاحب دعوات مُستجابة وأنفاسٍ مُستطابة، وظهرت منه كراماتٌ سنية. لا يُعرف بالتحديد تاريخ ميلاد ووفاة أخي أوران، إلَّا أنَّه عاش في القرن التاسع الهجري، وضريحه في إستانبول.
ويُقال أنَّه ولد في خوي بإيران عام 1169، وانتقل إلى قيصري بتركيا وأنشأ نقابة/أخوية الآخية الحرفية هناك. كان ماهرًا في تجارة الجلود وقام بتنظيم نقابات من 32 مهنة مختلفة. قاد ونظم الآخيين في قوة قادرة على محاربة الغزاة المغول. وكان عالما، وتتلمذ على أيدي المعلمين ببغداد وخراسان.
أمضى أوران طفولته وتعليمه في أذربيجان. وبعد ذلك جاء إلى منطقة خراسان وما وراء النهر وأخذ الدروس من كبار السادة في تلك المنطقة. جاء إلى بغداد عام 1203 أو 1204، وبمشورة أحد الدين الكرماني الذي التقى به هناك، انضم إلى منظمة الفتوة التي أسسها الخليفة العباسي ناصر دين الله، وأتيحت له فرصة الاتصال بكبار مشايخ هذه المنظمة. مستفيداً من العديد من الأساتذة وخاصة الكرماني. وحقيقة أن بغداد كانت مركزًا للعلم والحكمة في ذلك الوقت، مكّنت أوران من أن ينشأ كمثقف متعدد المواهب.

### طريقته وتأديبه
كان لأوران طريقة في التصوف تضم بين فئاتها طبقتين: الأولى من العمال الذين تجمع بينهم أُخوَّة الإسلام، ورباط الطريقة، والانتماء للشيخ، والعمل في ميدان من الميادين -كالدباغة أو الحِرَاف الأخرى التي تنتشر في المُدن. والطبقة الثانية من السالكين الذين لا يُجيدون العمل ولا يقدرون عليه، وحياتُهم مُخصصة للعبادة، ويركنون إلى التكايا، ويتعيشون مما يتصدق به عليهم الإخوان العمال. والعضو العامل في الطريقة لا يجد أي إعناتٍ أنَّه يعول إخوانه الدراويش.

### الأُخوَّة الآخية
الأُخوَّة تعني الفتوَّة، والانتصار للحق، وخدمة الخلق، ونُصفة المظلوم، وقضاء حوائج الناس، والبذل لهم، والسعي من أجل خيرهم، وتأكيد معاني السلام بينهم.
وكان قيامُ الطريقة على منوال مملكة النحل، سوى أنَّ الأُخوَّة الصوفية قوامها فريقان: العُمَّال العُبَّاد، والعُمَّال الحِرفيون. والجميعُ على الأخلاق الصوفية العالية، ويضمهم علو الهمة والتقوى والورع، وهمَّة العابد في عبادته، كما أنَّ همَّة العامل في عمله، ولذلك راجت الطريقة بين العُمَّال الأتراك، فقد كانت تُشبع فيهم الناحية الدينية، وتُؤلف بينهم على أهدافٍ سامية، فيها إعمار القُلوب وإعمار الأرض، وتجعلهم باستمرار في حالة تأهب للبذل والعطاء. وكان منهم مجاهدون أشاوس، ودفعهم ذلك للإجادة والتفوق في كل شيء، حتى أنَّهم برعوا في القضاء والحُكم، وقد أقام العثمانيون في وقت من الأوقات دولتهم بفضل مساعداتهم.

### الانتساب للأخوية
كان الأخ في بداية الطريقة اسمه "يكيت" أي "فتى"، واليكيت في أوَّله من القولية، أي عضو بالقول فقط، فإذا تدرجت به الحال، وداوم على الاتصال والتلقي من الإخوة، والعمل بما ينبغي، صار من السَّيفيَّة، أي حملة السيف، أي أنَّه يُصبح عُضوًا عامِلًا، والشارة التي يحملونها هي غطاء الصوف الأبيض للرأس يتدلى طرفه بمقدار ذراع وعرض الإصبعين.

#### طقوس الانتساب
كان دُخول المُريد في الجماعة له طقوس، فبالإضافة إلى محفوظاتهم القرآنية وأدعيتهم وأذكارهم، فإنَّ الغاية الأخيرة كانت تقليد الأخ المنطقة، التي هي العوض عن الخِرقة الصوفية وتناسبه أكثر كعامل، ويقص شعره، ويُعطى سكينًا يدخله منطقته، باعتبار شعاره أنَّ: "مَن لا يزعه القرآن يزعه السلطان"، أي القوة.
وكان الإخوةُ سببًا في الكثير من الفتن حتى صار السلاطين يخشونهم، وكان أن انتسب لهم السلطان مراد. والإخوة مثلهم مثل الأتراك كانوا على المذهب الحنفي.

### القوى الخفيَّة
معنى أوران بالتركية "التنين"، أي أنَّه أخي الجبَّار، والقول المأثور لأخي أوران: أنَّ في الإنسان قُوًى خفيَّة لو تحركت لزحزحت الجبال، وأنَّ الإيمان بالله وممالأة الحق كفيلان بأن يجعلا للفرد قوة، يزيدها ويصونها أن يعمل من خلال الجماعة وفي إطار أهدافها. وبذلك أصبحت الجماعة قوة سياسية اجتماعية واقتصادية ودينية يعتد بها ويحسب لها حسابها.

### ابن بطوطة
يذكر ابن بطوطة في كتابه "الرحلة": أن الإخوة أو الإخوان اجتماعهم في المساء في الرباط، فيقدمون لشيخهم بعضًا مما ربحوه في يومهم، ويتعاونون فيما بينهم، ويتكفل الشيخ بمن لا يستطيع العمل منهم أو المُتبطِّل، ويعقد لهم المآدب، ويُدعى إليها الضيوف، وكان ابن بطوطة ممن استضافهم الإخوة، ويروي عنهم أنه كان لهم شأن سياسي واجتماعي عظيم، بمقاتلة الطغاة وتفريق أنصارهم.